# Oscar Moscoso Gutiérrez
Oscar Moscoso Gutiérrez (Sucre, Bolivia, 6 de diciembre de 1899 - Cochabamba, Bolivia, 24 de enero de 1989) fue un militar, político y escritor boliviano que participó en la guerra del Chaco logrando ingresar a la Historia de Bolivia por ser uno de los principales protagonistas del Incidente de la Laguna Chuquisaca que dio comienzo a la terrible guerra del Chaco entre Bolivia y Paraguay, la cual duró más de tres largos años desde 1932 hasta 1935 con un resultado final de casi 100 000 muertos al terminar dicho conflicto bélico. 

## Trayectoria
- Estudia en el Colegio Nacional Junín en Sucre, Bolivia.
- 1919 (19 de octubre). Egresa como subteniente de caballería del Colegio Militar del Ejército en La Paz, Bolivia.
- Asiste al Colegio Militar San Martín, Argentina.
- 1926-1928 Estudia en l’École de Cavalerie de Saumur, Francia, donde recibe instrucción de conducción a nivel de escuadrón de caballería.
- 1929 Es adjunto militar en la Legación de Bolivia en Washington, EE. UU.
- 1931 Asciende a mayor y es destinado como jefe del Destacamento Montado de la 4.ª División.
- 1932 (25 de abril). En un vuelo de exploración descubre accidentalmente la laguna Pitiantuta y el fortín paraguayo Carlos A. López ubicado en su orilla.
- 1932 (15 de junio). Ataca y destruye el fortín paraguayo Carlos A. López de donde será desalojado un mes después.
- 1932 (septiembre). Es herido en el pómulo izquierdo en los alrededores de Boquerón donde no logra romper el cerco paraguayo que rodea el fortín.
- 1933 (15 de julio). Como jefe de Estado Mayor de la 4.ª División, al mando del coronel Peñaranda, planea la salida exitosa del cerco paraguayo en la zona de Gondra.
- 1933 (septiembre). Propone al general Kundt una retirada estratégica de 150 km a la línea Ballivian-Platanillos para reorganizar al debilitado ejército boliviano ante el peligro que este sea destruido por el enemigo. Kundt rechaza esta propuesta. En noviembre-diciembre de 1933 se produce el cerco y destrucción de dos divisiones bolivianas en las batallas de Alihuatá-Campo Vía.

- 1934 Asciende a Teniente Coronel por méritos de guerra.
- 1934 (abril). El presidente Salamanca pide su renuncia como jefe de Estado Mayor del general Peñaranda por su respuesta insolente ante la idea de crear el cargo de inspector general del Ejército y dárselo a un civil.
- 1934 (16 de noviembre). Dos divisiones bajo su mando son cercadas y se rinden en cañada El Carmen. El coronel Toro calificará esta derrota como "el descuido de Moscosito".
- 1935 (enero-junio) Junto con el coronel Bernardino Bilbao Rioja y haciendo prevalecer una enorme superioridad en hombres y medios impide que el ejército paraguayo capture Villamontes.
- 1936 Ministro de Guerra e, interinamente (junio a septiembre), de Relaciones Exteriores y de Instrucción.
- 1936 (octubre). Funda la Legión Nacional Socialista de excombatientes del Chaco vinculada ideológicamente al Nacional Socialismo alemán de Adolfo Hitler.
- 1948-1950 Adjunto Militar y Aeronáutico en la Embajada de Bolivia en Lima, Perú. Es ascendido a General de Brigada.
- 1965 (enero). Obtiene la jubilación por sus casi 38 años de servicio.

## Participación en la Guerra del Chaco
Batallas de: Laguna Pitiantuta, Boquerón, Campo Jordán, Gondra, El Carmen, Villamontes.

## Libros
- Moscoso Gutiérrez, Oscar: Recuerdos de la Guerra del Chaco. Vol. 1. La Paz (Bolivia): Editorial Canelas, 1976.
- Moscoso Gutiérrez, Oscar: Recuerdos de la Guerra del Chaco. Vol. 2, 1995.

## Principales condecoraciones
República de Bolivia
Cóndor de Los Andes, en el Grado de Comendador.
Medalla de guerra.
Cruz de Bronce, de Benemérito.
República Federativa del Brasil
Ordem Nacional do Cruzeiro do Sul
Grado Gran Oficial
República de Chile
Gran Cruz de la orden al Mérito.
General Bernardo O’Higgins.
República del Ecuador:
Orden Nacional “Al Mérito”
Grado Gran Oficial.
República del Perú
Orden de Ayacucho.
Grado Oficial.